# Wilhelm Bartelmann

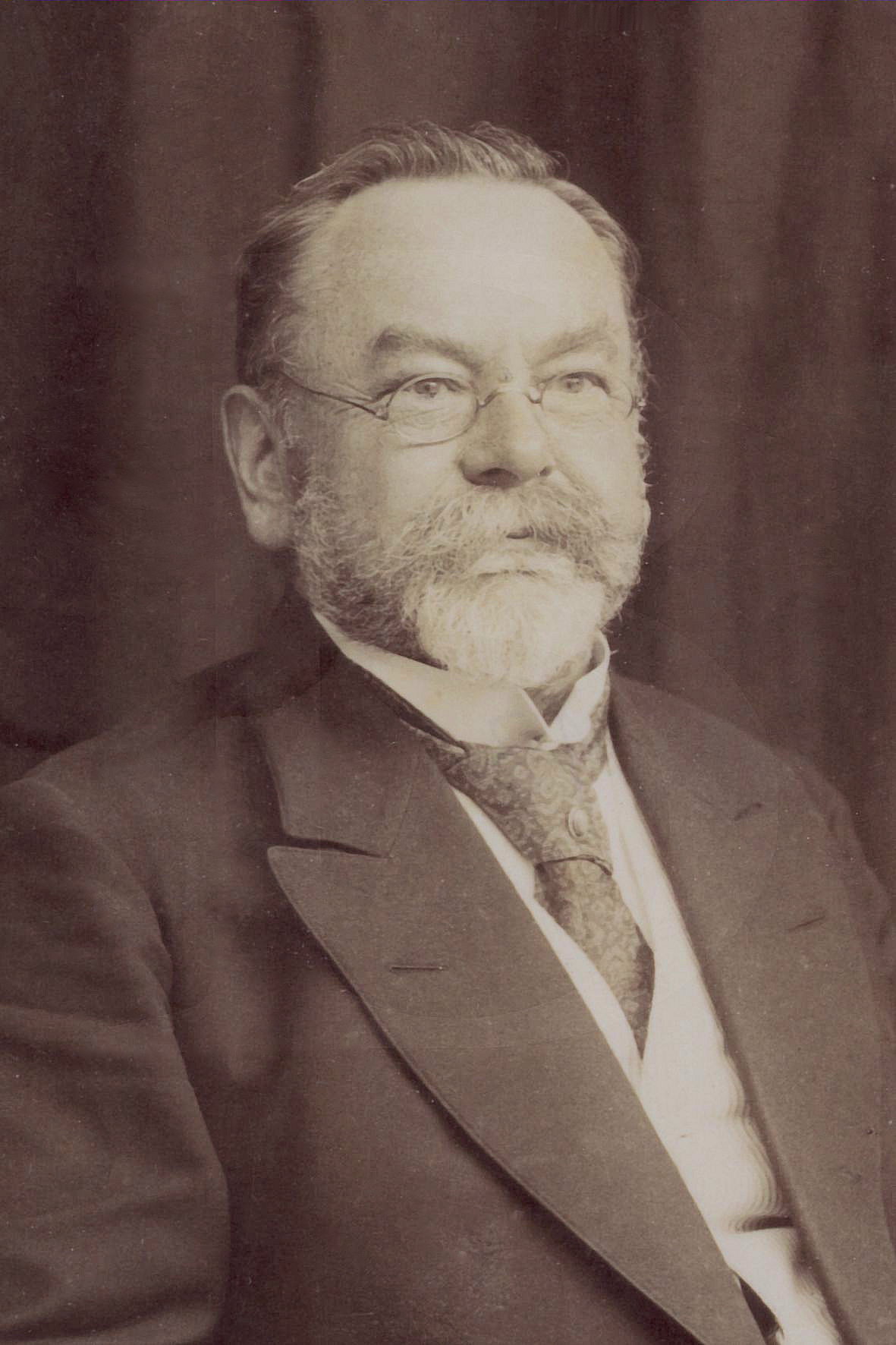
Wilhelm Bartelmann 1906

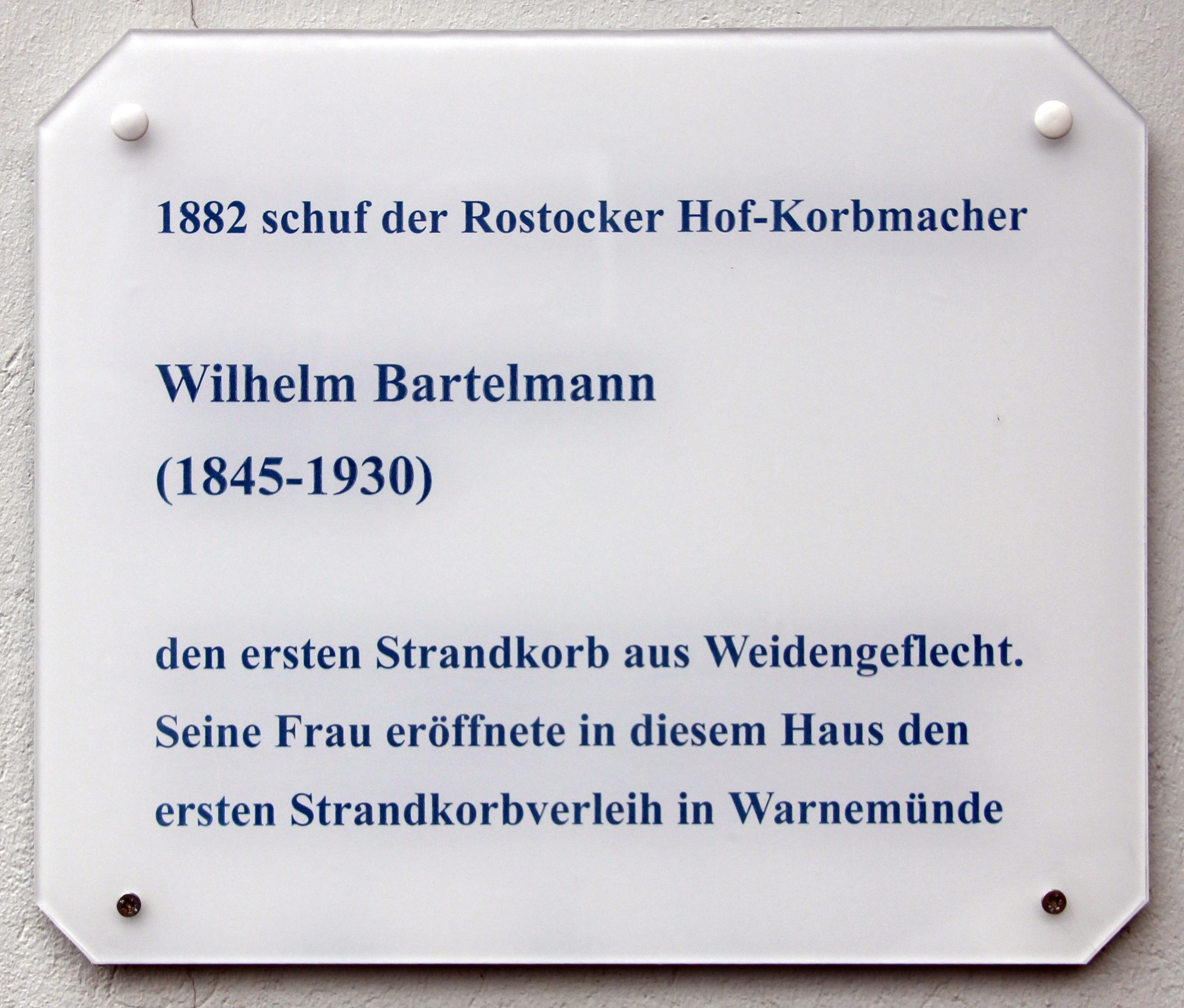
Gedenktafel am Haus Am Leuchtturm 10, in Warnemünde

Ludolph Wilhelm Eduard Bartelmann (* 7. Oktober 1845 in Bergedorf; † 25. Juli 1930 in Rostock) war ein deutscher Korbmacher und gilt als Erfinder des Strandkorbs.

## Biografie
Wilhelm Bartelmann entstammte einer Lübecker Korbmacherfamilie, erlernte den Beruf des Vaters und eröffnete im Alter von 25 Jahren eine Werkstatt in Rostock. Hier wurde er zum Großherzoglich mecklenburg-schwerinschen Hof-Korbmacher ernannt. 1882 verlangte die an Rheuma leidende Elfriede Maltzahn aus Rostock in seiner Werkstatt nach einer „Sitzgelegenheit für den Strand als Schutz vor Sonne und Wind“, was Wilhelm Bartelmann zur Fertigung eines „Strand-Stuhls“ inspirierte, gefertigt aus Weiden und Rohr. Der Strandstuhl erregte bei den anderen Badegästen, die auch bequem am Strand sitzen wollten, großes Aufsehen. Die Nachfrage nach dem neuartigen Möbel stieg sprunghaft an. Handelte es sich bei dem Prototyp um einen Einsitzer, entwickelte Bartelmann im Jahr darauf ein Modell für zwei Personen, das später den Namen Strandkorb erhielt. Im Sommer 1883 eröffnete Bartelmanns Frau Elisabeth in der Nähe des Warnemünder Leuchtturms die erste Strandkorbvermietung. Die Familie erweiterte das Geschäft und errichtete Filialen in mehreren Orten Mecklenburgs. Die dazu zählende Filiale in Kühlungsborn wird heute noch seit über 100 Jahren in Familientradition geführt.
Eine industrielle Produktion seiner Erfindung lehnte Bartelmann ebenso ab wie die Anmeldung des Strandkorbs als Patent. Er verstand sich als Handwerker, der seine Strandkörbe alsbald mit Details wie Markisen, Fußstützen, Armlehnen und Seitentischen ausstattete. Gesellen wie Franz Schaft und Johann Falck, die bei Bartelmann gelernt hatten, gründeten Anfang des 20. Jahrhunderts Fabriken, die den gesamten Ostseeraum mit Strandkörben belieferten. In den 1920er Jahren eroberte der Strandkorb in großer Zahl die Strände von Nord- und Ostsee. Heute findet man Strandkörbe in allen Teilen der Welt.
Sein Ururenkel hatte einen kurzen Auftritt in der NDR-Sendung Meyer-Burckhardts Zeitreisen.